# 노랑피그미쌀쥐
노랑피그미쌀쥐(Oligoryzomys flavescens)는 비단털쥐과 피그미쌀쥐속에 속하는 남아메리카 설치류이다. 브라질 남부와 파라과이, 우루과이, 아르헨티나 북동부 지역의 남아메리카 남부 지역에서 발견된다. 핵형은 2n=64~66, FNa=66~70이다.

## 특징
노랑피그미쌀쥐의 등 쪽 털은 거무스레한 털이 섞인 밝은 오렌지색-갈색 털로 이루어져 있고, 옆구리 쪽은 모두 오렌지색을 띠며, 배 쪽은 누르스름한 회색이다. 등과 배 쪽 사이의 경계 부분은 불분명하며 한 가지 색에서 다른 색으로 점점 변한다. 꼬리 길이 평균 110mm를 제외한 몸길이는 평균 87mm 정도이다. 노랑피그미쌀쥐를 구별하는 두개골 특징은 첫번째 어금니까지 도달하는 긴 절치공(경구개 안의 구멍)과 세번째 어금니까지 멀리 연장되지 않는 짧은 중간날개이빨 구멍(입천장 끝 뒷부분의 함몰 부위)를 포함하고 있다.

## 분포
노랑피그미쌀쥐는 남아메리카의 토착종이다. 브라질 동부와 우루과이, 파라과이 동부, 아르헨티나 북부와 중부 지역에서 서식한다. 해발 약 1800m까지 지역 물 근처의 다양한 서식지에서 발견된다. 팜파스 지역과 관목 지대, 일차림과 이차림, 습지, 농경지, 세하두 지역의 대상림에서 서식한다.

## 생태
노랑피그미쌀쥐는 설치류에게는 무해하지만 사람에게 질병을 일으키는 한타바이러스의 주요 보유 숙주이다.

## 보전 상태
국제 자연 보전 연맹(IUCN)이 노랑피그미쌀쥐의 보전 등급을 "관심대상종"으로 분류하고 있다. 넓은 분포 지역을 갖고 있기 때문에 전체 개체수가 많은 것으로 추정하고 있으며 일부 보호 지역에서 발견되고, 일정한 정도의 서식지 교란에 대해 내성을 갖고 있다.